# Lijst van Waalse ministers van Economie
Dit is een lijst van ministers van Economie en KMO's in de Waalse Regering.

## Lijst
| Nr. | Minister | Minister                          | Partij | Partij | Begin             | Einde             | Regering(en)                                             | Bevoegdheid                           |
| --- | -------- | --------------------------------- | ------ | ------ | ----------------- | ----------------- | -------------------------------------------------------- | ------------------------------------- |
| 1   |          | Jean-Maurice Dehousse (1936-2023) |        | PS     | 27 januari 1982   | 27 november 1985  | Damseaux, Dehousse II                                    | Economie                              |
| 2   |          | Melchior Wathelet (1949)          |        | PSC    | 27 januari 1982   | 27 november 1985  | Damseaux, Dehousse II                                    | KMO's                                 |
| 2   |          | Arnaud Decléty (1933-2000)        |        | PRL    | 27 november 1985  | 3 februari 1988   | Wathelet                                                 | Economie                              |
| 3   |          | Philippe Busquin (1941)           |        | PS     | 3 februari 1988   | 10 mei 1988       | Coëme                                                    | Economie en KMO's                     |
| 4   |          | Bernard Anselme (1945)            |        | PS     | 10 mei 1988       | 8 januari 1992    | Anselme                                                  | Economie en KMO's                     |
| 5   |          | Guy Spitaels (1931-2012)          |        | PS     | 8 januari 1992    | 25 januari 1994   | Spitaels                                                 | Economie en KMO's                     |
| 6   |          | Robert Collignon (1943)           |        | PS     | 25 januari 1994   | 12 juli 1999      | Collignon I, II                                          | Economie en KMO's                     |
| 7   |          | Serge Kubla (1947)                |        | PRL    | 12 juli 1999      | 19 juli 2004      | Di Rupo I, Van Cauwenberghe I                            | Economie en KMO's                     |
| 8   |          | Jean-Claude Marcourt (1956)       |        | PS     | 19 juli 2004      | 28 juli 2017      | Van Cauwenberghe II, Di Rupo II, Demotte I, II, Magnette | Economie/ Economie en KMO's/ Economie |
| 9   |          | Pierre-Yves Jeholet (1968)        |        | MR     | 28 juli 2017      | 13 september 2019 | Borsus                                                   | Economie                              |
| 10  |          | Willy Borsus (1962)               |        | MR     | 13 september 2019 | 15 juli 2024      | Di Rupo III                                              | Economie                              |
| (9) |          | Pierre-Yves Jeholet (1968)        |        | MR     | 15 juli 2024      | heden             | Dolimont                                                 | Economie                              |